# Hirondelle de Ridgway
Stelgidopteryx serripennis ridgwayi
Sous-espèce
Synonymes
- Stelgidopteryx ridgwayi

L'Hirondelle de Ridgway (Stelgidopteryx serripennis ridgwayi) est une sous-espèce de l'Hirondelle à ailes hérissées, passereau appartenant à la famille des Hirundinidae.

## Taxonomie
Considérée par certains auteurs, comme une espèce à part entière, elle a été fusionnée avec Stelgidopteryx serripennis par l'AOU en 1998.

## Répartition
Nicheur endémique des états mexicains du Campeche et du Quintana Roo. Son aire de répartition s'étend sur la totalité du Mexique, le Belize, le Guatemala et le Salvador.